# Филиппс, Бизи
Эли́забет Джин «Би́зи» Фи́липпс (англ. Elizabeth Jean «Busy» Philipps; род. 25 июня 1979, Ок-Парк, Иллинойс) — американская актриса. Наиболее известна по ролям в сериалах «Хулиганы и ботаны», «Бухта Доусона», «Город хищниц» и «Завучи».

## Биография
Филиппс родилась в Ок-Парке, штат Иллинойс. Её родители дали ей прозвище Бизи (англ. busy — занятая), поскольку будучи младенцем она никогда не сидела на месте и была активным ребёнком. Она заявила, что в 14 лет её изнасиловал её тогдашний парень, которого она называет «Трей» в своих опубликованных мемуарах. Хотя она нашла событие эмоционально травмирующим, она не считала его изнасилованием следующие два десятилетия. Она рассказала в своём вечернем ток-шоу Busy Tonight, что сделала аборт в возрасте 15 лет. Она окончила среднюю школу Чапаррел (англ. Chaparral High School) в Скоттсдейле, штат Аризона, и училась в университете Лойола Мэримаунт в одно время с Линдой Карделлини и Колином Хэнксом.
Карьеру актриса начала в 1999 году, снявшись в сериале «Хулиганы и ботаны». Её дебютом в кино стала роль в фильме «Плохие девчонки» в 2000 году. В 2001 году Бизи снялась в роли Одри Лидделл в сериале «Бухта Доусона», за эту роль она была номинирована на Teen Choice Awards.
В 2007 по её рассказу был снят фильм «Лезвия славы: Звездуны на льду». Во время беременности снималась в сериале «Терминатор: Битва за будущее». В 2009 появилась в фильме «Обещать — не значит жениться». С 2009 по 2015 год Филиппс снималась в сериале «Город хищниц».

## Личная жизнь
16 июня 2007 года Филлипс вышла замуж за сценариста Марка Сильверштейна. У супругов есть две дочери — Бёрди Ли (род. 13 августа 2008), чьей крёстной матерью является актриса Лиззи Каплан, и Крикет Перл (род. 02.07.2013). Они расстались в феврале 2021 года.
В 1990-х годах Филиппс встречалась с актёром Колином Хэнксом, с котором училась в университете Лойола Мэримаунт; расставшись, они остались лучшими друзьями, и дружат семьями.
Филлипс является крёстной матерью Матильды Роуз Леджер, дочери своей лучшей подруги и актрисы Мишель Уильямс и актёра Хита Леджера.

## Фильмография

### Кино
| Год  | Название на русском                   | Оригинальное название            | Роль                  | Примечания              |
| ---- | ------------------------------------- | -------------------------------- | --------------------- | ----------------------- |
| 2000 | Плохие девчонки                       | The Smokers                      | Карен Картер          |                         |
| 2002 | Когда смолкли выстрелы                | Home Room                        | Алиша Браунинг        |                         |
| 2004 | Мумия: Обреченные                     | Mummy an' the Armadillo          | Кэрол Энн             |                         |
| 2004 | Белые цыпочки                         | White Chicks                     | Карен Гуглштейн       |                         |
| 2005 | Стьюи Гриффин: Нерассказанная история | Stewie Griffin: The Untold Story | дополнительные голоса | Озвучка                 |
| 2008 | Друг невесты                          | Made of Honor                    | Мелисса               |                         |
| 2009 | Обещать — не значит жениться          | He’s Just Not That Into You      | Келли Энн             |                         |
| 2010 | Революция                             | Revolution                       | Эмили                 | Короткометражный фильм  |
| 2011 | Я не знаю, как она делает это         | I Don’t Know How She Does It     | Венди Бест            |                         |
| 2012 | Риф 3D                                | The Reef 2: High Tide            | Корделия              |                         |
| 2012 | Кливленд, я люблю тебя                | Made in Cleveland                | Шеннон                |                         |
| 2013 | Дело в тебе                           | A Case of You                    | Эшли                  |                         |
| 2014 | Джейсон Нэш женат                     | Jason Nash is Married            | Бизи Филиппс          | Короткометражный сериал |
| 2015 | Подарок                               | The Gift                         | Даффи                 |                         |
| 2018 | Красотка на всю голову                | I Feel Pretty                    | Джейн                 | Постпродакшн            |

### Телевидение
| Год        | Название на русском                 | Оригинальное название                   | Роль                                | Примечания                                  |
| ---------- | ----------------------------------- | --------------------------------------- | ----------------------------------- | ------------------------------------------- |
| 1999       |                                     | Saving Graces                           | Минди                               |                                             |
| 1999—2000  | Хулиганы и ботаны                   | Freaks and Geeks                        | Ким Келли                           | 18 эпизодов                                 |
| 2000       | Малкольм в центре внимания          | Malcolm in the Middle                   | Меган                               | Эпизод: «High School Play»                  |
| 2001       | Анатомия преступления               | Anatomy of a Hate Crime                 | Часити Пэсли                        | Телевизионный фильм                         |
| 2001       | Адвокат на каникулы                 | Spring Break Lawyer                     | Дженни                              | Телевизионный фильм                         |
| 2001       | Самый последний                     | Dead Last                               | Трейси Сэллбак                      | Эпизод: «Death Is in the Air»               |
| 2001—2003  | Бухта Доусона                       | Dawson’s Creek                          | Одри Лидделл                        | 39 эпизодов                                 |
| 2002       | Неопределившиеся                    | Undeclared                              | Келли                               | 2 эпизода                                   |
| 2003       | Криминология 101                    | Criminology 101                         | Полли                               | Телевизионный фильм                         |
| 2004       | Фостер Холл                         | Foster Hall                             | Пег Холл                            | Телевизионный фильм                         |
| 2005       | Переходный возраст                  | Life As We Know It                      | Алекс Моррилл                       | 2 эпизода                                   |
| 2005       | Американский папаша!                | American Dad!                           | Дана                                | Озвучка Эпизод: «Threat Levels»             |
| 2005       | Непобедимая команда супер-обезьянок | Super Robot Monkey Team Hyperforce Go!  | Корлианн                            | Озвучка Эпизод: «Girl Trouble»              |
| 2005—2006  | Лав Инкорпорейшн                    | Love, Inc.                              | Дениз Джонсон                       | 22 эпизода                                  |
| 2006—2007  | Скорая помощь                       | ER                                      | доктор Хоуп Бобек                   | 19 эпизодов                                 |
| 2007       | Красавцы                            | Entourage                               | Шерил                               | Эпизод: «Dog Day Afternoon»                 |
| 2007       | Как я встретил вашу маму            | How I Met Your Mother                   | Рэйчел                              | Эпизод: «Third Wheel»                       |
| 2008—2009  | Терминатор: Битва за будущее        | Terminator: The Sarah Connor Chronicles | Кейси Корбин                        | 5 эпизодов                                  |
| 2009       | Кэт и Ким                           | Kath & Kim                              | Уитни                               | Эпизод: «Competition»                       |
| 2009—2015  | Город хищниц                        | Cougar Town                             | Лори Келлер                         | 96 эпизодов                                 |
| 2011       | Сообщество                          | Community                               | член команды Гриндейл               | Эпизод: «For a Few Paintballs More»         |
| 2011       | Рыбология                           | Fish Hooks                              | Кламанда                            | Озвучка Эпизод: «We’ve Got Fish Spirits»    |
| 2012       | Не верь с*** из квартиры 23         | Don’t Trust the B---- in Apartment 23   | она сама                            | Эпизод: «A Reunion…»                        |
| 2012       | Королевские гонки РуПола            | RuPaul’s Drag Race All Stars            | она сама (приглашённая судья)       | Эпизод: «RuPaul’s Gaff In»                  |
| 2013       | Замедленное развитие                | Arrested Development                    | Джоан                               | Эпизод: «Borderline Personalities»          |
| 2014, 2016 | Пьяная история                      | Drunk History                           | Элизабет Уоринг / Элеонора Рузвельт | 2 эпизода                                   |
| 2014       | Гарфанкел и Оутс                    | Garfunkel and Oates                     | Карен                               | Эпизод: «Hair Swap»                         |
| 2015       |                                     | Bottom’s Butte                          | Беверли Боттом                      | Озвучка Пилот                               |
| 2016       | Новенькая                           | New Girl                                | Конни                               | Эпизод: «300 Feet»                          |
| 2016       | Энджи Трайбека                      | Angie Tribeca                           | Кортни                              | Эпизод: «Miso Dead»                         |
| 2016—2017  | Завучи                              | Vice Principals                         | Гэйл Литрепп                        | 12 эпизодов                                 |
| 2017       |                                     | Bajillion Dollar Propertie$             | Кейт Кейтс                          | Эпизод: «Spiritual Guru»                    |
| 2017       | Странная парочка                    | The Odd Couple                          | Наташа                              | Эпизод: «Should She Stay or Should She Go?» |
| 2017       |                                     | Chopped Junior                          | она сама (приглашённая судья)       | Эпизод: «Curry Hurry»                       |
| 2017       | Сёстры Сакетт                       | The Sackett Sisters                     | Мэнди Сакетт                        | Пилот канала NBC                            |

## Награды и номинации
| Год  | Ассоциация                   | Категория                                         | Работа        | Результат |
| ---- | ---------------------------- | ------------------------------------------------- | ------------- | --------- |
| 2003 | Выбор подростков             | Choice TV: Закадычный друг                        | Бухта Доусона | Номинация |
| 2011 | Выбор телевизионных критиков | Лучшая актриса второго плана в комедийном сериале | Город хищниц  | Победа    |